# Rieneck (Adelsgeschlecht)

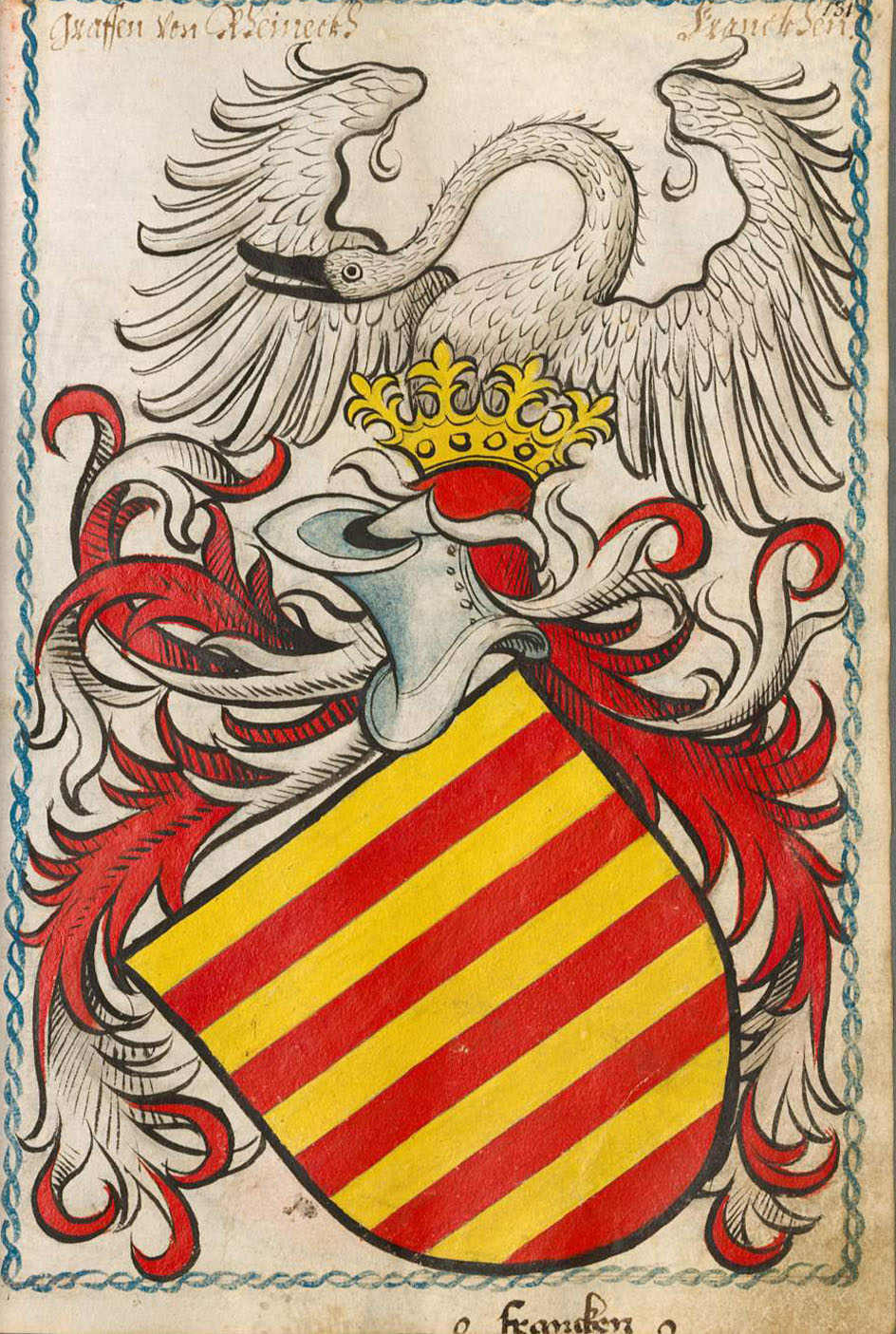
Die Grafen von Rieneck-Rothenfels leiteten ihre Herkunft vom Schwanenritter Lohengrin ab und manifestierten dies ab 1257/58 mit der Aufnahme eines stehenden Schwans als Helmzier.

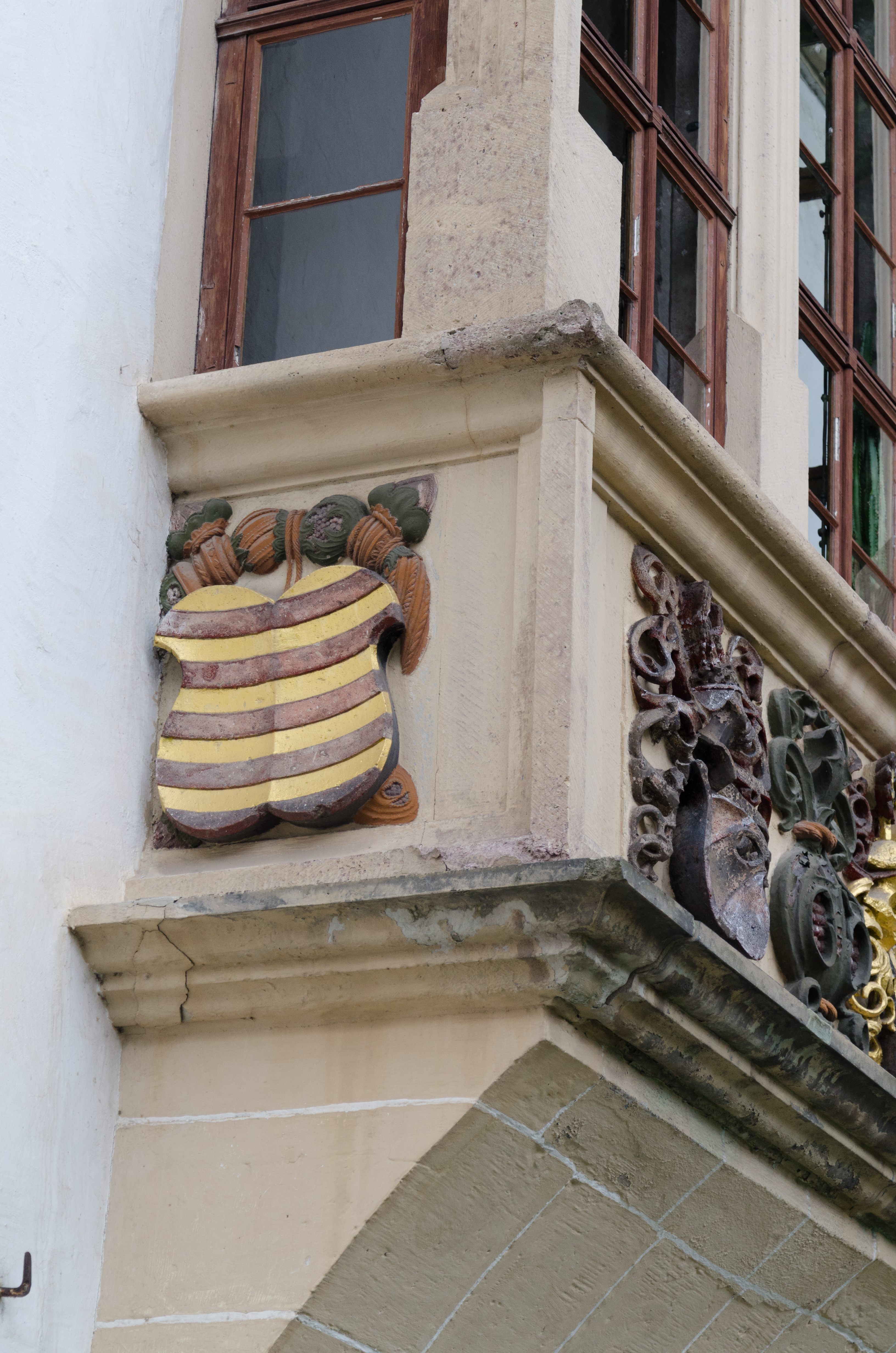
Wappentafel derer von Rieneck am Schloss Hinterglauchau in Sachsen

Die Grafen von Rieneck waren ein fränkisches Adelsgeschlecht, das im Mittelalter in der Grafschaft Rieneck im heutigen Unterfranken herrschte.

## Vorgeschichte

### Name und Herkunft
Den Namen Rheineck trug zunächst eine Burg am Rhein, Burg Rheineck, bei Andernach/Bad Breisig, im 11. Jahrhundert dort gebaut. Kaiser Lothar III., setzte dort, im Jahr 1134, den Grafen Otto von Rheineck (Rinegge), den Sohn des ehemaligen Gegen-Königs Hermann von Salm, als Vogt ein. Die Namen von Rieneck/von Rheineck sind laut Theodor Ruf in mittelhochdeutscher Schreibweise identisch. Es gab drei Schreibweisen für Rheineck: Rinekke, Rinecke und Rinegge. Es existieren keinerlei Beweise, dass es einen Zusammenhang zwischen Rheineck am Rhein und Rieneck an der Sinn gab. Die Herkunft der Rienecker an der Saale, von der Burg Rheineck am Rhein abzuleiten, ist eine Erfindung ohne Belege.

### Territorium
Am Ende des 11. Jahrhunderts tritt ein Kurmainzer Burggraf und Hochvogt, Graf Gerhard (comes Gerhardus), auf. Er wird erstmals 1085 in Mainz genannt. Als Gerhard 1106 starb, hinterließ er keinen männlichen Erben.

### Loon
Ihm folgten in seinen Mainzer Ämtern, sein Schwiegersohn Graf Arnold I. von Loon (* 1060, † 1126) im heutigen Belgien.

## Ursprung
Der Staufer-König Konrad III. ließ die Burg Rheineck 1151 zerstören. Laut Otto Schecher, nannte sich Ludwig von Loon 1156/57 erstmals nachweisbar Ludowicus comes de Rinegge. Seine Familie hatte über dem Ufer der Sinn eine Höhenburg errichtet, die bald als Burg Rieneck bezeichnet wurde, wie auch das umliegende Territorium als Grafschaft Rieneck. Mit der Erweiterung der Burg in der daraus entstandenen Stadt Rieneck im Jahr 1168 wählte Graf Ludwig I. Burg und Ort zum Mittelpunkt seiner Herrschaft.

## Mittelalter

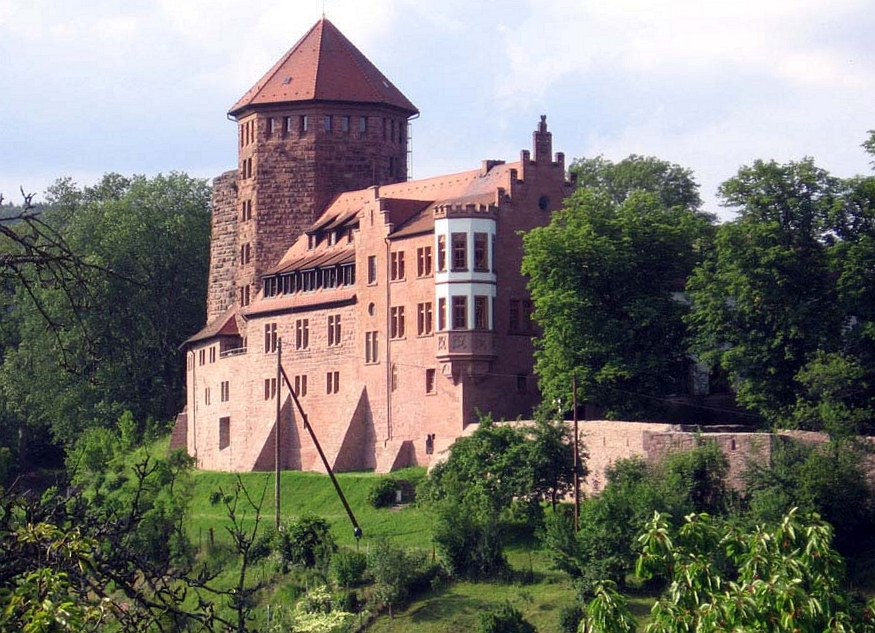
Burg Rieneck

### Politik
Im späten 12. Jahrhundert waren die Loon-Rienecker Grafen eine der Stützen des staufischen Ausbaus in Franken. Sie gewannen dabei weiter Territorium und Einfluss, etwa die Vogtei über das Stift St. Peter und Alexander in Aschaffenburg. Nach dem Thronstreit zwischen dem Staufer Philipp von Schwaben und dem Welfen Otto IV. am Ende des 12. Jahrhunderts brach die Unterstützung des Königs für die Rienecker ab. Philipp von Schwaben wurde 1208 von dem Wittelsbacher Otto VIII. von Wittelsbach ermordet. Otto VIII. von Wittelsbach  war ein Neffe von Herzog Otto I. von Bayern, und seiner Frau Gräfin Agnes von Loon, die Schwester von Gerhard II. von Loon. Die Reichspolitik wandte sich nun anderen Gebieten zu.
Im späten 12. Jahrhundert teilte die Familie ihren Besitz: Ludwig II. erhielt Loon, Gerhard III. den Rienecker Herrschaftsteil. Gerhard III. heiratete um 1200 die Erbtochter Kunigunde von Zimmern und Lauda, sein Enkel, Ludwig III., 1243 die Erbtochter Udelhilt von Grumbach und Rothenfels. Diese beiden Erbschaften verdoppelten das Territorium der Grafschaft Rieneck nahezu. Gewonnen wurden Gebiete südöstlich von Tauberbischofsheim um den Ort Grünsfeld und die Burgen Rothenfels und Schloss Burggrumbach. Ab 1209 gehörte Erlabrunn (wie später auch Oberleinach) den Grafen von Rieneck.
Nahmen die Grafen von Rieneck 1210 an der Schlacht in Mordenstat, gegenüber von Hafenlohr, teil? Das stauferfreundliche Bistum Mainz unter Erzbischof Siegfried II. von Eppstein siegte gegen das welfenfreundliche Bistum Würzburg unter Bischof Otto I. von Lobdeburg.
Der Bau des Ostturmes als Wohnturm, der Grafen von Rieneck in Rothenfels, war schon um 1250.

### Auseinandersetzung mit Kurmainz

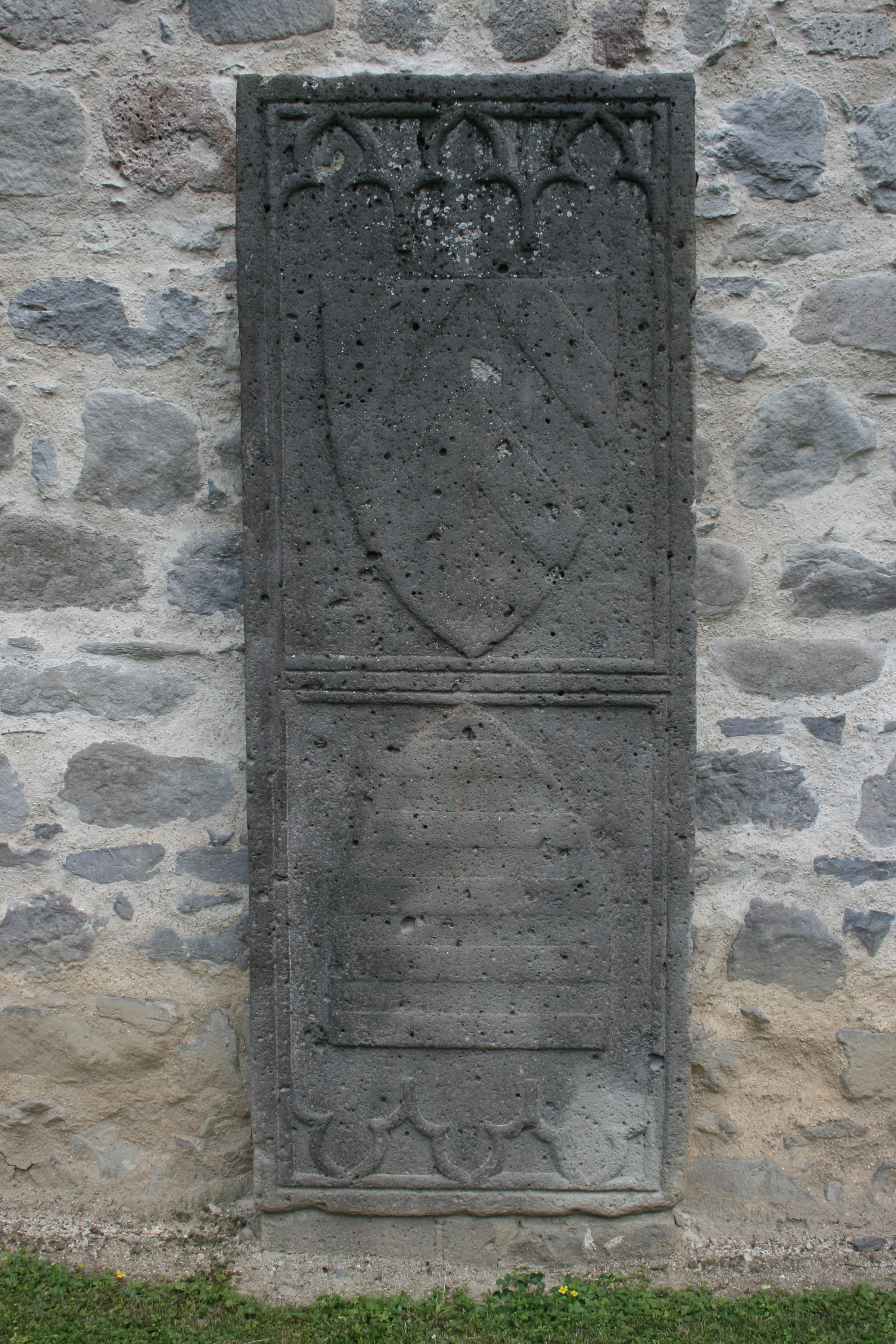
Grabplatte der Elisabeth von Rieneck im Kloster Arnsburg. Im oberen Schild die Hanauer Sparren, im unteren die Rienecker Balken.

Zu Beginn des 13. Jahrhunderts zeichnete sich ein Konflikt zwischen den Erzbischöfen von Mainz und den Grafen von Rieneck ab. 1221 verloren die Grafen ihre angestammten, inzwischen aber überwiegend symbolischen Ämter des Burggrafen und Hochvogts von Kurmainz. Sowohl die Kurmainzer Fürstbischöfe als auch die Rienecker Grafen versuchten, den westlichen Spessart unter ihre Kontrolle zu bringen. Dies führte zu einem lang anhaltenden Konflikt, der sich bis 1271 hinzog. Letztlich blieb der Mainzer Erzbischof Werner von Eppstein Sieger und die Grafen von Rieneck mussten zurückstecken. Ein Ergebnis dieser Niederlage war, dass eine Tochter des Grafen Ludwig III., Elisabeth, mit reicher Aussteuer, zu der unter anderem die Stadt Steinau an der Straße gehörte, und unter ihrem Stand, an den Sohn eines Mainzer Verbündeten, Ulrich I., Herr von Hanau, verheiratet wurde. Die Hanauer, stolz auf diesen ständischen Aufstieg, kopierten Wappen und Helmzier der Rienecker, worüber es zum Streit kam, der 1367 mit einem Vergleich beigelegt wurde.

### Auseinandersetzung mit Würzburg und Zerstörung Karlburgs
Das mittelalterliche Karlburg wurde  bei der Rienecker-Fehde verwüstet.
 1243 schloss Bischof Herrmann I. von Lobdeburg einen Vertrag mit Adelheid von Rieneck und ihren Söhnen Ludwig und Gerhard. Für die Schäden in Karlburg musste Rieneck 100 Mark Silber bezahlen, über weitere Schäden wurde noch beraten. Ob dabei das Kloster Karlburg zerstört wurde, kann nicht mit Sicherheit bezeugt werden.

### Teilung
Der Bruder der nach Hanau verheirateten Elisabeth von Rieneck, Graf Ludwig V., erbte 1289 noch als Minderjähriger die Grafschaft. Vormund war sein Schwager, Ulrich I. von Hanau. Zwischen Ludwig V. und Ulrich I. kam es 1296 zu einem Erbvertrag, nach dem, sollte Ludwig V. ohne männliche Erben sterben, seine Lehen an Hanau fallen sollten.
Unter Graf Ludwig V. kam es auch zu einer Teilung der Rienecker Grafschaft: Ludwig V. erhielt Lauda, Partenstein, Stadt und Burg Gemünden und Burggrumbach, seine Vettern Ludwig IV. und Heinrich III. erhielten Lohr, Grünsfeld und die Burg Wildenstein im Südwest-Spessart bei Eschau. Die Burg Rieneck blieb zunächst gemeinschaftlicher Besitz, taugte damit aber schlecht als Residenz. Seit 1295 war deshalb Lohr Hauptort der Grafschaft und, im Schutz der örtlichen Burg, auch Grenzposten gegen die Erzbischöfe von Mainz. Wobei das älteste Element des Schlosses der Mittelbau aus dem 14. Jahrhundert ist. Er stand ursprünglich frei, besaß sieben Geschosse und wurde als Wohnturm (Donjon) von den Rienecker genutzt. 1333 erhielten die Grafen von Rieneck für ihre Stat zu oberen Lore von Kaiser Ludwig dem Bayern als Dank für ihre Unterstützung im Kampf um das Königtum das Stadtrecht.
Entgegen dem 1296 geschlossenen Erbvertrag mit Hanau verfügte Ludwig V. 1329, dass seine Tochter Udelhilt Alleinerbin werden sollte – auch hinsichtlich der Lehen. Das führte nach seinem Tod 1333 (ohne volljährige männliche Erben) sofort zu einem Erbstreit, in dem sich auch die anderen Familienzweige, das Erzbistum Mainz und das Hochstift Würzburg beteiligten, die Udelhilt nicht als Erbin anerkannten, und der zu herben Gebietsverlusten für die Grafschaft Rieneck führte.
1366 beanspruchte das Erzstift Mainz die Lehensherrschaft über die gesamte Grafschaft. Nach dem Tod des Grafen Ludwig XI. von Rieneck wurde dieser Anspruch 1408 noch einmal bekräftigt. Im 15. Jahrhundert führte ein Streit zwischen den Grafen Philipp I. und Philipp II. zu einer erneuten Teilung der Grafschaft in eine Nordhälfte um Lohr und eine Südhälfte um Grünsfeld. Dieser südliche Teil ging 1502 an die Kurpfalz und das Hochstift Würzburg verloren.

### Klostergründung

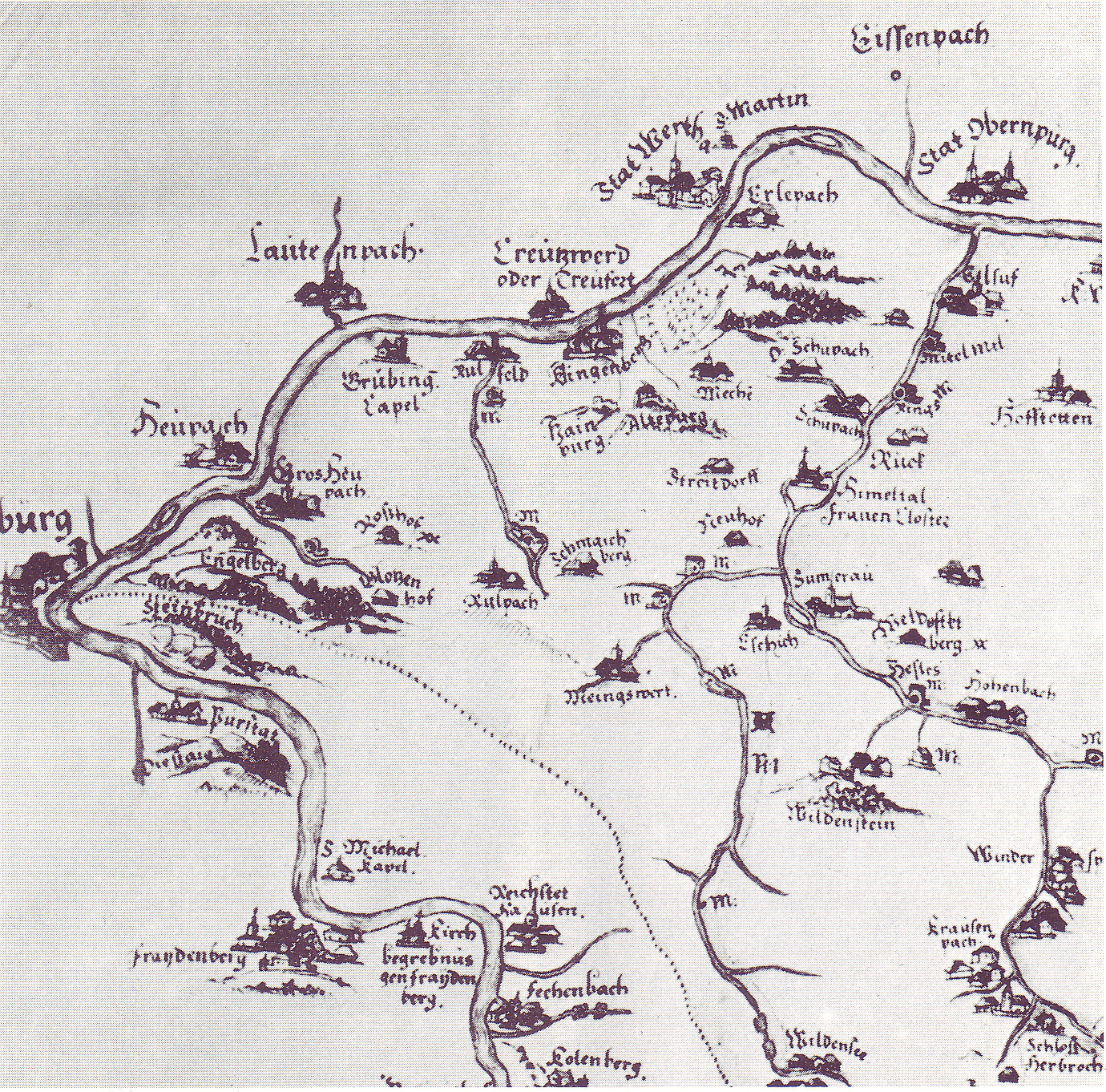
Das Kloster Himmelthal in der Karte des Spessart von Paul Pfinzing von 1594 (Norden ist rechts)

Das Kloster Himmelthal, zwischen Eschau und Rück im Elsavatal, wurde 1232 durch Graf Ludwig II. von Rieneck und seiner Frau Adelheid von Henneberg gegründet. 1568 hob das Erzbistum Mainz das ausgestorbene Frauenkloster auf und machte es zum erzstiftischen Kameralhof.

## Das Aussterben der Grafen
1544 wurde in der Grafschaft Rieneck die Reformation durch den Schaffhausener Reformator Johann Konrad Ulmer eingeführt. Graf Philipp III. von Rieneck arbeitete in der Frage der Reformation und auch wohl sonst eng mit Graf Philipp III. von Hanau-Münzenberg zusammen. Als absehbar war, dass der Rienecker ohne männliche Erben sterben würde, bat er Kaiser Karl V. um die Eventualübertragung der Lehen an Hanau, was der Kaiser auch gewährte. Da der Kaiser noch im gleichen Jahr abdankte, versuchte Philipp III. von Hanau, diese Übertragung von König Ferdinand I. bestätigt zu erhalten. Bevor das jedoch geschah, starb Philipp III. von Rieneck als letztes männliches Mitglied seiner Familie am 3. September 1559. Hinsichtlich der materiellen Erbansprüche konnte Philipp III. von Hanau nur wenig durchsetzen, jedoch übernahm er das Wappen der Rienecker und deren Namen in seine Titulatur. Das allodiale Erbe des Grafen Philipp III. von Rieneck, namentlich die Herrschaft Kleinheubach, fiel über seine Frau Margarethe, Gräfin zu Erbach-Erbach, an das Erbacher Grafenhaus. Um das Erbe wurde jedoch weiter gestritten, so dass schließlich ein Kondominat gebildet wurde, das zu ¾ Kurmainz und zu ¼ Hanau-Münzenberg zustand. Die Lehen fielen zurück an das Kurfürstentum Mainz und das Hochstift Würzburg. Lohr war von nun an Verwaltungssitz der kurmainzischen Herrschaft Rieneck. Die Grafschaft Rieneck wurde 1673 von Kurmainz an den Grafen Johann Hartwig von Nostitz-Rieneck verkauft. 1806 wurde Rieneck dann mediatisiert und dem Fürstentum Aschaffenburg zugeschlagen. Mit ihm fiel es an das kurzlebige Großherzogtum Frankfurt, wo es in der Districtsmairie Rieneck des Departements Aschaffenburg lag. Nach der napoleonischen Epoche und dem Wiener Kongress kam Rieneck 1815 schließlich an das Königreich Bayern.

## Weitere namhafte Familienmitglieder
- Dorothea von Rieneck

## Wappen
Das Wappen der Grafen von Rieneck ist sieben bis neunmal in Gold und Rot geteilt. Beide Ausführungen oben beginnend mit Rot als auch mit Gold sind geläufig. Das Wappen nach dem Scheiblerschen Wappenbuch zeigt obendrein einen Helm und als Helmzier „ein ganzer stehender Schwan mit aufgethanen oder zugethanen Flügeln“

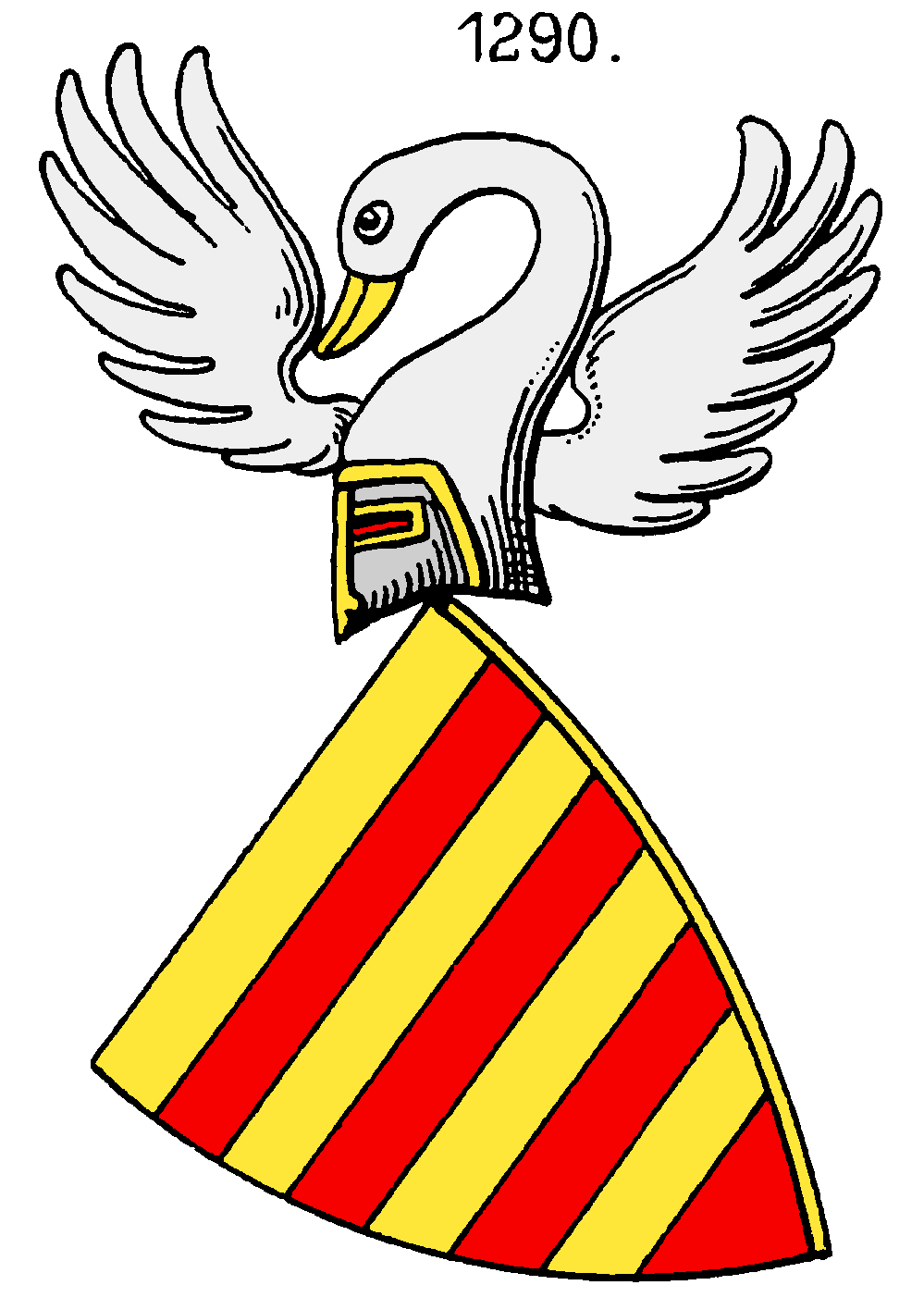
Wappen des Thomas Graf von Rieneck, 1290
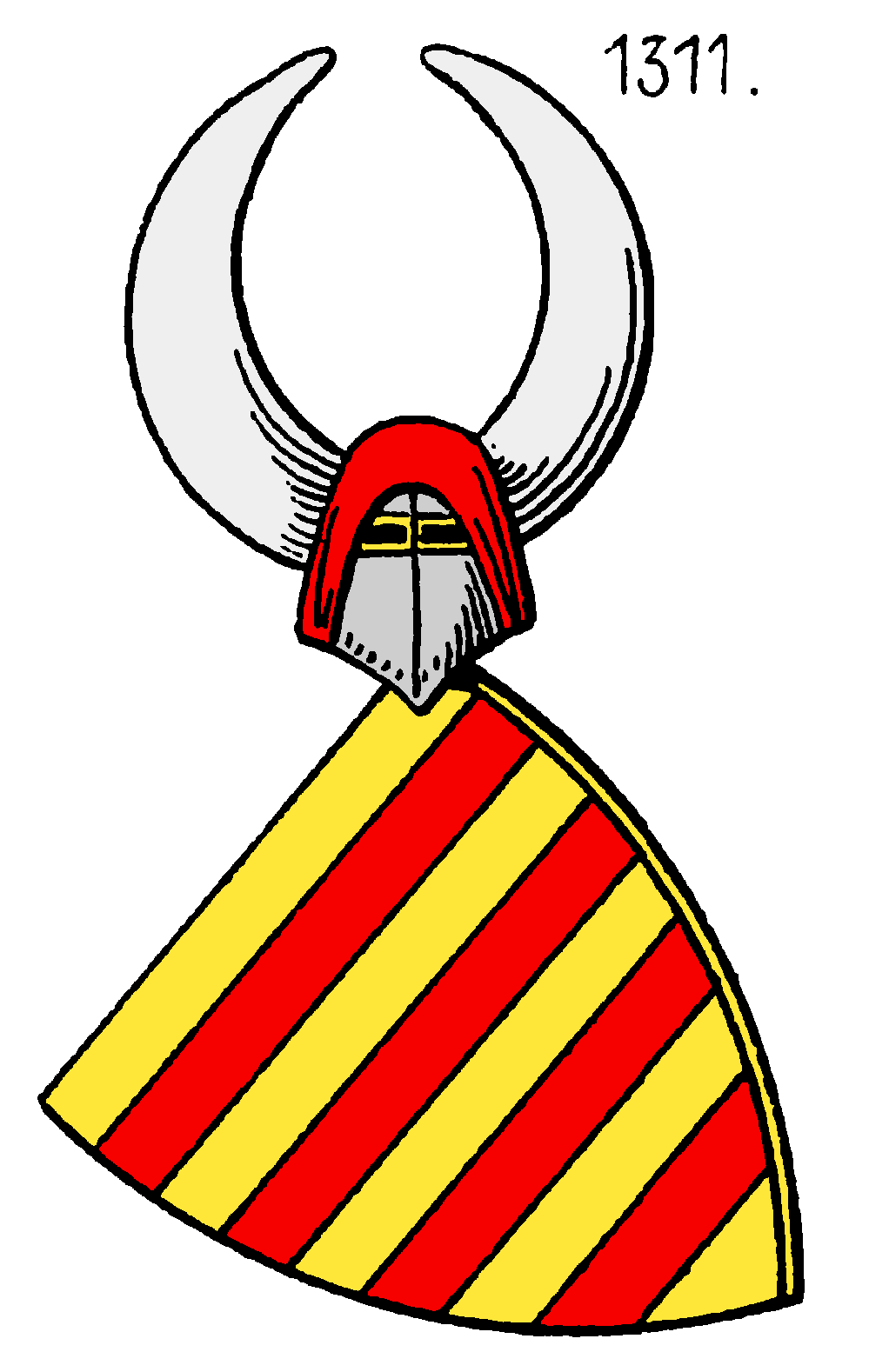
Wappen des Grafen Ludwig der Ältere von Rieneck, 1311
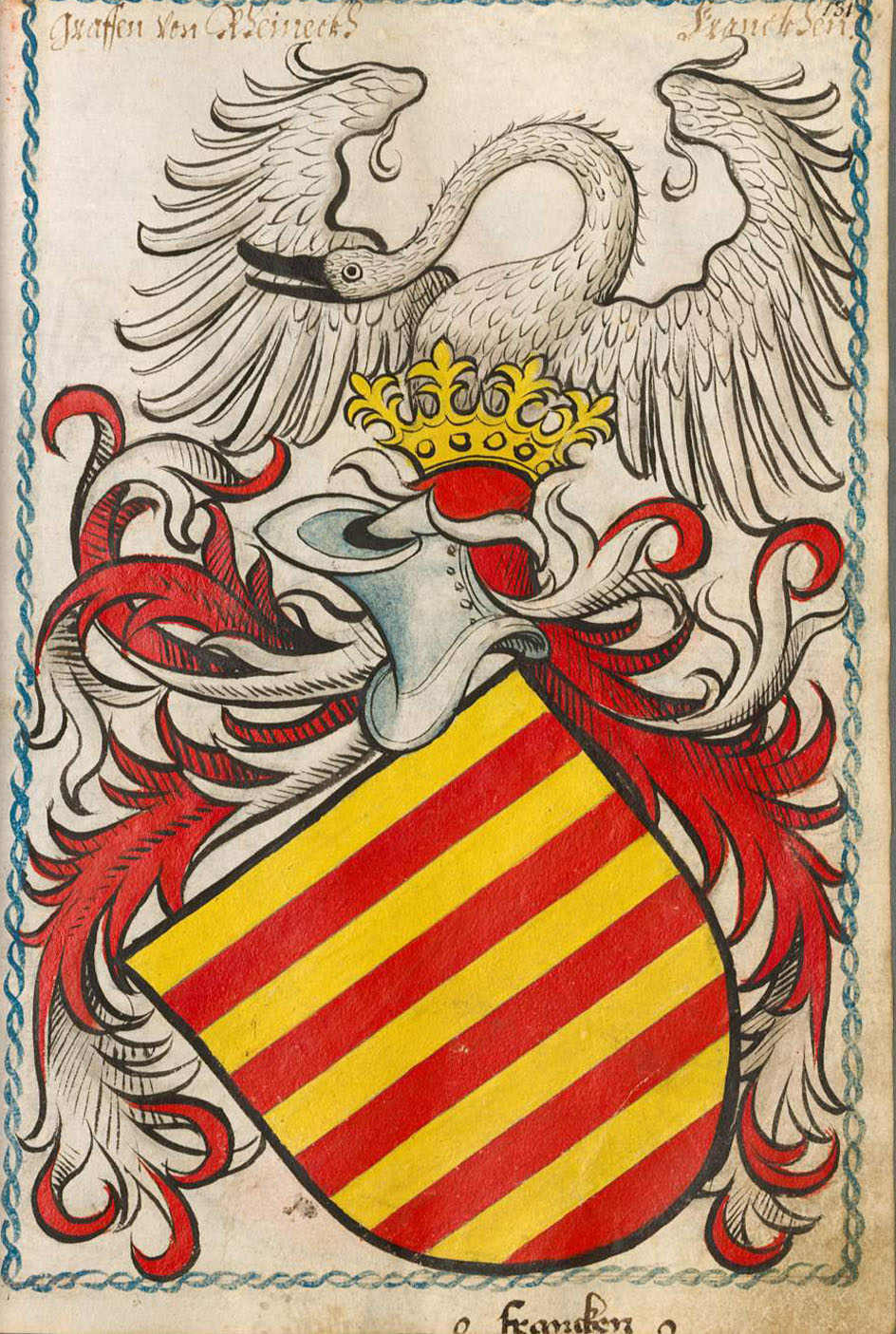
Wappen im Scheiblerschen Wappenbuch
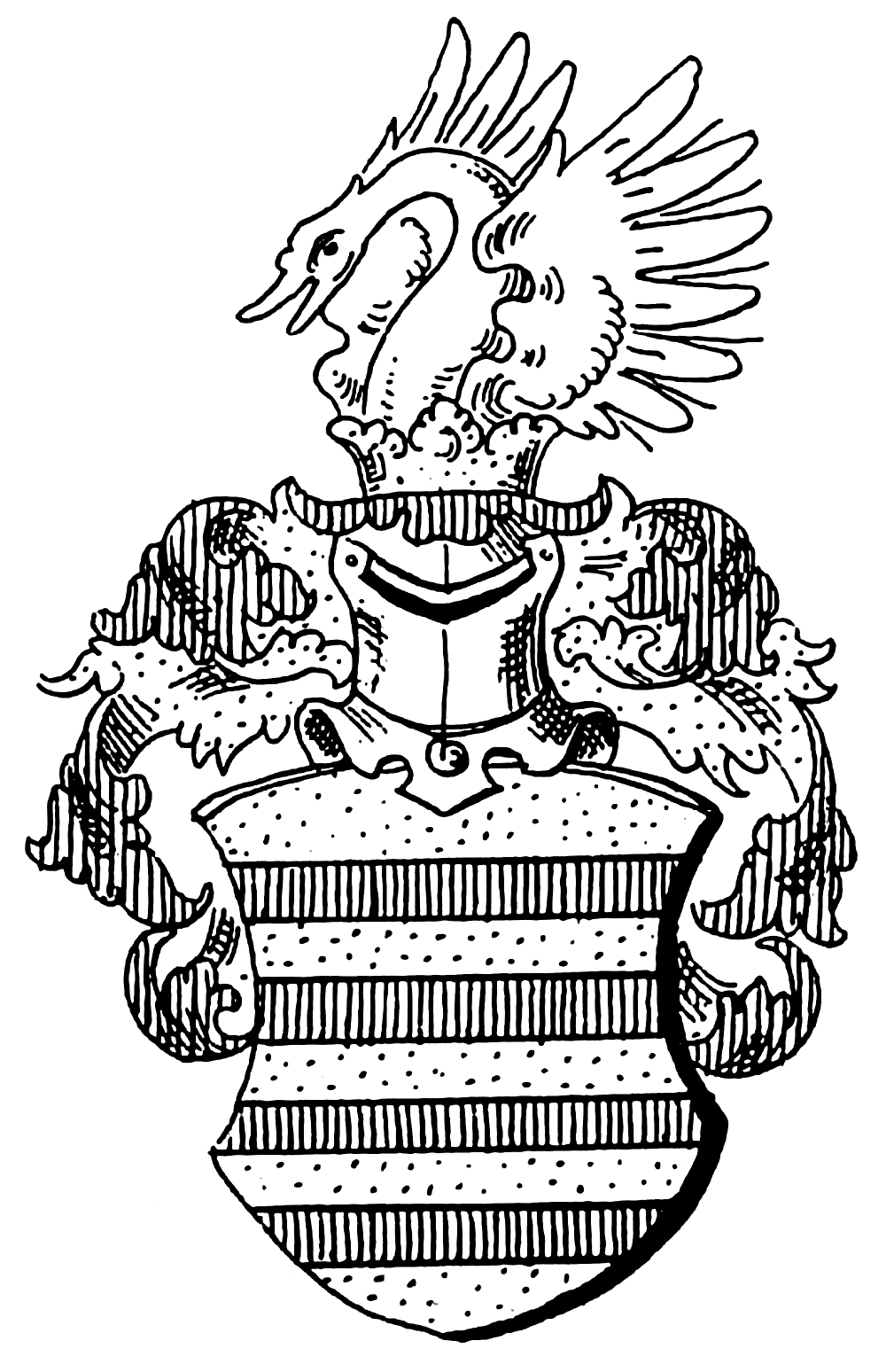
Wappen in Siebmachers Wappenbuch, 1884

Das Wappen findet sich wieder in den Wappen der Städte Rieneck, Grünsfeld, und Lohr am Main, weiterhin ist es identisch mit dem der Grafschaft Loon.